# Ayumu Nedefuji
Ayumu Nedefuji (jap. 子出藤歩夢 Nedefuji Ayumu; ur. 7 kwietnia 1994 w Otaru) – japoński snowboardzista. Specjalizuje się w halfpipe’ie. Jak do tej pory nie brał udziału w Igrzyskach olimpijskich, ani w mistrzostwach świata. Najlepsze wyniki w Pucharze Świata osiągnął w sezonie 2012/2013, kiedy to zajął 14. miejsce w klasyfikacji generalnej (AFU), a w klasyfikacji halfpipe’u był 7.

## Sukcesy

### Puchar Świata

#### Miejsca w klasyfikacji generalnej
- - AFU[2]
- 2011/2012 – 17.
- 2012/2013 – 14.

#### Miejsca na podium w zawodach
1. Sierra Nevada – 27 marca 2013 (halfpipe) – 2. miejsce